# Cybaeus aquilonalis
Cybaeus aquilonalis är en spindelart som beskrevs av Takeo Yaginuma 1958. Cybaeus aquilonalis ingår i släktet Cybaeus och familjen vattenspindlar. Inga underarter finns listade i Catalogue of Life.